# Steve Brown
Theodore "Steve" Brown (Nueva Orleans, 13 de enero de 1890 – Detroit, 15 de septiembre de 1965) fue un contrabajista y tubista de jazz tradicional y swing. Era hermano del trombonista de jazz Tom Brown.

## Trayectoria
Steve Brown emigró a Chicago en 1915, junto con su hermano Tom, en la primera oleada hacia el norte de músicos de Storyville.  Fue uno de los miembros de los New Orleans Rhythm Kings del trompetista Paul Mares, a comienzos de los años 1920, llamando la atención con su técnica slap, entonces poco usual. Se cuenta que fue el inventor de dicha técnica, aunque son varios los bajistas a los que se le atribuye, como Bill Johnson.  
En 1924 se unió a la Jean Goldkette's Orchestra, con los que permaneció hasta 1927, cuando lo reclutó Paul Whiteman. Hacia 1930 se instaló en Detroit, Míchigan, donde permaneció hasta el fin de sus días.  durante un tiempo lideró su propia banda de dixieland,  durante el revival del género en los años 1950.
Wellman Braud, que fuera bajista de Duke Ellington durante mucho tiempo, lo llegó a describir como "el más grande de todos los bajistas".